# Frithjof Sælen
Frithjof Olsen Sælen (født 5. august 1892 i Bergen, død 9. oktober 1975 smst) var en norsk gymnast, som deltog i to olympiske lege i begyndelsen af 1900-tallet.
Sælen var ved OL 1912 i Stockholm med på det norske hold, som i gymnastik vandt holdkonkurrencen for hold i frit system. Nordmændene opnåede 22,85 point og vandt guld foran finnerne med 21,85 og danskerne med 21,25 point. Der var fem hold med i konkurrencen.
Ved legene otte år senere i Antwerpen var han igen med på det norske hold i holdkonkurrencen i fri stil. Her vandt nordmændene sølv med 48,55 point, mens Danmark vandt guld med 51,35 point. Kun de to hold deltog i konkurrencen.
Frithjof Sælen var far til forfatteren og modstandsmanden Frithjof Sælen, jr.